# Gran Premi d'Àustria
|  | Aquest article tracta sobre Fórmula 1. Si cerqueu informació sobre motociclisme, vegeu «Gran Premi d'Àustria de motociclisme». |

El Gran Premi d'Àustria és un Gran Premi de Fórmula 1 que s'ha celebrat les temporades 1964, 1970-1987, 1997-2003 i de nou a partir de la temporada 2014.
Al llarg d'aquests anys el GP només s'ha disputat només a dos circuits: al circuit de Zeltweg, finalment conegut com A-1 Ring i al circuit d'Österreichring.
El circuit es caracteritza per la seva diferència d'altitud respecte als altres circuits, fet que causa un funcionament diferent dels motors alhora de la carburació.
Els diferents guanyadors són:
| Any         | Pilot                 | Equip                         | Resultats         |                   |
| ----------- | --------------------- | ----------------------------- | ----------------- | ----------------- |
| 1964        | Lorenzo Bandini       | Ferrari                       | Resultats         |                   |
| 1970        | Jacky Ickx            | Ferrari                       | Resultats         |                   |
| 1971        | Jo Siffert            | BRM                           | Resultats         |                   |
| 1972        | Emerson Fittipaldi    | Lotus - Ford                  | Resultats         |                   |
| 1973        | Ronnie Peterson       | Lotus - Ford                  | Resultats         |                   |
| 1974        | Carlos Reutemann      | Brabham - Ford Motor Company  | Resultats         |                   |
| 1975        | Vittorio Brambilla    | March - Ford Motor Company    | Resultats         |                   |
| 1976        | John Watson           | Penske - Ford Motor Company   | Resultats         |                   |
| 1977        | Alan Jones            | Shadow - Ford Motor Company   | Resultats         |                   |
| 1978        | Ronnie Peterson       | Lotus - Ford                  | Resultats         |                   |
| 1979        | Alan Jones            | Williams - Ford Motor Company | Resultats         |                   |
| 1980        | Jean Pierre Jabouille | Renault                       | Resultats         |                   |
| 1981        | Jacques Laffite       | Talbot Ligier - Matra         | Resultats         |                   |
| 1982        | Elio de Angelis       | Lotus - Ford                  | Resultats         |                   |
| 1983        | Alain Prost           | Renault                       | Resultats         |                   |
| 1984        | Niki Lauda            | McLaren - TAG - Porsche       | Resultats         |                   |
| 1985        | Alain Prost           | McLaren - TAG - Porsche       | Resultats         |                   |
| 1986        | Alain Prost           | McLaren - TAG - Porsche       | Resultats         |                   |
| 1987        | Nigel Mansell         | Williams - Honda              | Resultats         |                   |
| 1988 – 1996 | No es va disputar     | No es va disputar             | No es va disputar | No es va disputar |
| 1997        | Jacques Villeneuve    | Williams - Renault            | Resultats         |                   |
| 1998        | Mika Häkkinen         | McLaren - Mercedes            | Resultats         |                   |
| 1999        | Eddie Irvine          | Ferrari                       | Resultats         |                   |
| 2000        | Mika Häkkinen         | McLaren - Mercedes            | Resultats         |                   |
| 2001        | David Coulthard       | McLaren - Mercedes            | Resultats         |                   |
| 2002        | Michael Schumacher    | Ferrari                       | Resultats         |                   |
| 2003        | Michael Schumacher    | Ferrari                       | Resultats         |                   |
| 2004 – 2013 | No es va disputar     | No es va disputar             | No es va disputar | No es va disputar |
| 2014        | Nico Rosberg          | Mercedes                      | Resultats         |                   |
| 2015        | Nico Rosberg          | Mercedes                      | Resultats         |                   |
| 2016        | Lewis Hamilton        | Mercedes                      | Resultats         |                   |
| 2017        | Valtteri Bottas       | Mercedes                      | Resultats         |                   |
| 2018        | Max Verstappen        | Red Bull Racing-Tag Heuer     | Resultats         |                   |
| 2019        | Max Verstappen        | Red Bull Racing-Honda         | Resultats         |                   |
| 2020        | Valtteri Bottas       | Mercedes                      | Resultats         |                   |
| 2021        | Max Verstappen        | Red Bull Racing-Honda         | Resultats         |                   |
| 2022        | Charles Leclerc       | Ferrari                       | Resultats         |                   |